# Yoshio Harada
Yoshio Harada (jap. 原田 芳雄, Harada Yoshio; * 29. Februar 1940 in Tokio; † 19. Juli 2011, ebenda) war ein japanischer Schauspieler.

## Leben
Harada wurde am 29. Februar 1940 in Tokio geboren. Er trat 1966 der Haiyuza Theatre Company bei und gab 1967 sein Fernsehdebüt in Tenka no seinen und sein Filmdebüt 1968 mit Fukushū no uta ga kikoeru. Einem breiten Publikum wurde er durch seine Auftritte in Actionfilmen des japanischen Filmstudios Nikkatsu bekannt, in denen er meist jugendliche Rebellen spielte. Zu diesen Filmen gehören unter anderen der Exploitation-Film Stray Cat Rock: Crazy Riders '71 von 1971 vom für Regisseur Toshiya Fujita, in dem er den Sohn eines Yakuza-Boss spielte.
1971 verließ er die Haiyuza Theatre Company, um sich auf seine Filmschauspielkarriere zu konzentrieren. Er trat in Filmen bekannter Regisseure auf, darunter Seijun Suzuki, Shūji Terayama, Azuma Morisaki, Kihachi Okamoto, Rokurō Mochizuki, Jun Ichikawa, Hirokazu Koreeda und Kōji Wakamatsu. Besonders häufig wirkte er in Filmen der Regisseure Kazuo Kuroki und Junji Sakamoto mit. Er spielte zusätzlich in vielen Independent-Filmen und Bühnenstücken mit, darunter auch in denen der Art Theatre Guild. Laut dem Kritiker Mark Schilling war Harada „ein Favorit von Generationen japanischer Filmschaffender, aufgrund seiner rauen Gesichtszüge, seiner tiefen, grollenden Stimme und seiner unverwechselbaren Präsenz mit Nuancen von Dunkelheit und Wildheit, die ihn in seiner Jugend zu einem Naturtalent für Antiheldenrollen machten.“ Harada trat auch in vielen Fernsehdramen auf.
1975 gewann er für seine Darstellung im Film Matsuri no junbi Blue Ribbon Award für den besten Nebendarsteller. 1989 erhielt er den Hochi Film Award als bester Nebendarsteller im Film Dotsuitarunen. Für seine Leistungen in den Filmproduktionen Ronin-gai und Ready to Shoot wurde er 1990 mit dem Blue Ribbon Awards geehrt. 1997 wurde er für seine Darbietung in Onibi mit dem Mainichi Eiga Concours als bester Schauspieler ausgezeichnet. Er erhielt zwei Nominierungen als bester Schauspieler beim Japanese Academy Award und gewann den Preis als bester Nebendarsteller beim 11. Yokohama Film Festival für Dotsuitarunen und Kiss yori kantan. Ab 2003 war er Träger der japanischen Ehrenmedaille, 2011 wurde ihm der Orden der Aufgehenden Sonne verliehen.
Harada verstarb am 19. Juli 2011 im Alter von 71 Jahren an einer Darmkrebserkrankung. Letztmalig spielte er im Film Someday mit. In einer Pressekonferenz am 11. Juli 2011 während der Promotion zu diesem Film hatte er seinen letzten öffentlichen Auftritt.
Der fiktive Marine-Admiral Aramaki „Ryokugyu“ im Manga One Piece von Eiichirō Oda basiert auf sein Aussehen im Film Rōnin-gai von 1990, in dem er einen Rōnin mit dem Namen Aramaki darstellte.

## Filmografie (Auswahl)
- 1968: Song of Vengeance (Fukushû no uta ga kikoeru/復讐の歌が聞える)
- 1973: Did the Red Bird Escape? (Akai tori nigeta?/赤い鳥逃げた?)
- 1974: Lady Snowblood 2: Love Song of Vengeance (Shurayuki-hime: Urami renga/修羅雪姫 怨み恋歌)
- 1975: The Priest of Darkness – Kochiyama Soshun (Fernsehserie)
- 1976: Notwehr (Kimi yo fundo no kawa wo watare/君よ憤怒の河を渉れ)
- 1977: Melodie in Grau (Hanare goze Orin/はなれ瞽女おりん)
- 1978: Im Schatten des Shogun (Yagyû ichizoku no inbô/柳生一族の陰謀)
- 1979: Hunter in the Dark (Yami no karyudo/闇の狩人)
- 1984: Lebewohl, Arche (Saraba hakobune/さらば箱舟)
- 1987: Auf Leben und Tod (Kono aino monogatari/この愛の物語)
- 1988: Flying
- 1988: Der Tag davor (Tomorrow - ashita/TOMORROW 明日)
- 1990: Ronin Gai (Rônin-gai/浪人街)
- 1992: Double Cross – Das Action-Massaker (Itsuka giragirasuruhi/いつかギラギラする日)
- 1994: The Mystery of Rampo (Rampo/RAMPO 黛監督版)
- 1995: The Hunted – Der Gejagte (The Hunted)
- 1995: Das schweigsame Mädchen (Fazâfakkâ/ファザーファッカー)
- 1995: Ringu (Ringu/リング)
- 1997: Onibi – Feuerkreis (Onibi/鬼火)
- 1999: Big show! Hawaii ni utaeba (ビッグ・ショー!ハワイに唄えば)
- 2000: Another Heaven (Anaza hevun/アナザへヴン)
- 2000: Party 7 (PARTY7)
- 2002: Sommer eines Jungen (Utsukushii natsu kirishima/美しい夏キリシマ)
- 2003: Time Limit (Fernsehfilm)
- 2003: Azumi (Azumi/あずみ)
- 2005: Drawing Restraint 9
- 2007: Dororo (Dororo/どろろ)
- 2008: Still Walking (Aruitemo aruitemo/歩いても　歩いても)
- 2009: Bare Essence of Life (Urutora mirakuru rabu sutôrî/ウルトラミラクルラブストーリー)
- 2010: Zatoichi: The Last (Zatôichi: The Last/座頭市 THE LAST)
- 2011: Someday (Ooshikamura soudouki/大鹿村騒動記)

## Auszeichnungen (Auswahl)
- 2003: Ehrenmedaille
- 2011: Orden der Aufgehenden Sonne